# Ибн ат-Тиктака
Ибн-эт-Тиктака (Мохаммед бен-Али бен-Тебâтебâ) — арабский историк.
В 1302 написал арабскую историю и посвятил наместнику Мосула Фахр-ед-дину, отчего книга носит название «Фахри». Ибн-эт-Тиктака повествует не о внешних событиях, а о внутреннем быте халифата, стараясь изобразить постепенное превращение дикарей-арабов, вторгнувшихся в Иран, в культурный народ; грубость первобытных арабов очерчена в «Фахри» очень ярко.
Без сомнения, автор хотел показать своим сочинением, какова может быть грядущая судьба грубых монголов, которые в это время владычествовали в Иране. Критике исторических событий Ибн-эт-Тиктака отводит много места.
По мнению греко-финнского политолога Василиоса Сироса, философию этого автора можно сравнить с мыслью Никколо Макиавелли.